# Fanagoria
Fanagoria (řecky: Φαναγόρεια; rusky: Фанагория) je zaniklé starořecké město na Tamaňském poloostrově na území dnešního Ruska, v Krasnodarském kraji, nedaleko města Sennoj. Třetina tehdejšího města je již pod mořem. Ze starořeckých kolonií v oblasti (Hermonassa, Gorgippia) bylo největší. Emporium (obchodní stanice) Fanagoria byla založena okolo roku 543 př. n. l. kolonisty z Teosu v Iónii. Ti se na Tamaňský poloostrov museli přesunout z Malé Asie v důsledku svého konfliktu s perským králem Kýrem Velikým. Město získalo své jméno po jednom z těchto kolonistů, Fanagorasovi. V 5. století př. n. l. město prosperovalo díky obchodu se Skyty. I Strabón o něm psal jako o pozoruhodném městě proslulém svým obchodem. Ve 4. století př. n. l. si kolonii podrobila Bosporské říše. Od 1. století byla Fanagoria jejím hlavním městem, po úpadku starého hlavního města Panticapaeum na Krymu. Je doložena velmi časná přítomnost židovské komunity, jak dokázal senzační archeologický objev z roku 2023, který identifikoval synagogu ze začátku 1. století před naším letopočtem, která je tak vůbec nejstarší objevenou synagogou mimo Izrael. Během pontských válek se město osamostatnilo, stalo se spojencem Římské republiky a odolalo obležení bosporského a pontského krále Farnaka II. Pontského. Loajalita k Římu umožnila Fanagorii udržet si nezávislost, ba dominantní postavení v regionu, až do 4. století, kdy byla vypleněna Huny. Až v 7. století se město vzpamatovalo z kočovnických nájezdů, tehdy se stalo hlavním městem Starého Velkého Bulharska (mezi lety 632 a 665). Poté se formálně dostalo pod nadvládu Byzance, ačkoli reálně vládu drželi patrně Chazaři, a to až do roku 1016. Pak bylo město podruhé vyvráceno, pravděpodobně Rusy. Na jeho troskách Janovská republika v pozdním středověku postavila město Matrega, jež bylo součástí sítě jejích černomořských kolonií. Vládl v něm janovsko-židovský rod Ghisolfiů. Po odchodu Janovanů město zaniklo, a to natolik, že byla zapomenuta i jeho poloha. Až v 18. století byla znovu určena, to když v místě byly objeveny mramorové sochy Afrodity. Archeologický průzkum začal v roce 1822, ovšem byl poněkud živelný a řadu památek rozkradli vojáci. Serióznější výzkum obnovil až roku 1936 Vladimir Blavatskij.